# Kim Jung-hoon (Tischtennisspieler)
Kim Jung-hoon (auch Kim Junghoon, koreanisch 김정훈; * 21. August 1982 in Seoul) ist ein ehemaliger südkoreanischer Tischtennisspieler.
Er ist Rechtshänder und verwendet als Griff die europäische Shakehand-Schlägerhaltung. Kim wurde 2008 Vize-Weltmeister mit der Mannschaft und gewann ebenfalls mit der Mannschaft beim gleichen Event im Jahr 2004 eine Bronzemedaille.

## Turnierergebnisse
| Verband | Veranstaltung     | Jahr | Ort            | Land | Einzel     | Doppel    | Mixed     | Team |
| ------- | ----------------- | ---- | -------------- | ---- | ---------- | --------- | --------- | ---- |
| KOR     | Weltmeisterschaft | 2009 | Yokohama       | JPN  | letzte 16  | letzte 32 | letzte 64 |      |
| KOR     | Weltmeisterschaft | 2008 | Guangzhou      | CHN  |            |           |           | 2    |
| KOR     | Weltmeisterschaft | 2007 | Zagreb         | HRV  | letzte 128 | letzte 32 | letzte 32 |      |
| KOR     | Weltmeisterschaft | 2004 | Doha           | QAT  |            |           |           | 3    |
| KOR     | World Tour        | 2014 | Magdeburg      | GER  | letzte 64  |           |           |      |
| KOR     | World Tour        | 2014 | Manila         | PHI  | Halbfinale |           |           |      |
| KOR     | World Tour        | 2013 | Berlin         | GER  | letzte 32  |           |           |      |
| KOR     | World Tour        | 2013 | Chengdu        | CHN  | letzte 64  | letzte 32 |           |      |
| KOR     | Pro Tour          | 2009 | Warschau       | POL  |            | Gold      |           |      |
| KOR     | Pro Tour          | 2008 | Bela Horizonte | BRA  |            | Gold      |           |      |

## Vereine
Quelle:
- –2011: UMMC Jekaterinburg
- 2011–2013: TTC Ruhrstadt Herne[4]
- 2013–2014: SV Plüderhausen
- 2015–2016: TuS Fürstenfeldbruck

## Privat
Seit 2011 ist Kim Jung-hoon verheiratet.